# Phidippus bidentatus
Phidippus bidentatus là một loài nhện trong họ Salticidae.
Loài này thuộc chi Phidippus. Phidippus bidentatus được Frederick Octavius Pickard-Cambridge miêu tả năm 1901.